# (6624) 1980 SG
(6624) 1980 SG là một tiểu hành tinh vành đai chính. Nó được phát hiện bởi Zdeňka Vávrová ở Đài thiên văn Kleť gần České Budějovice, Cộng hòa Séc, ngày 16 tháng 9 năm 1980.